# Delitelj
Članek govori o delitelju v ožjem smislu. Za delitelj v širšem smislu glej članek Deljenje.
Delítelj celega števila n (ali tudi fáktor števila n) je v matematiki celo število, ki deli n brez ostanka. Na primer, 7 je delitelj 693, ker 693 = 7 * 99 + 0. Rečemo tudi »693 je deljivo s 7« ali »7 delí 693«, kar po navadi zapišemo kot 7 | 693. Delitelji so lahko pozitivni ali negativni. Vsi pozitivni delitelji števila 693 = 32 · 7 · 11 tvorijo množico D693 = {1, 3, 7, 9, 11, 21, 33, 63, 77, 99, 231, 693}. 
Vsi delitelji celega števila, ki so praštevila in dajo kot enoličen zmnožek število samo, so prafaktorji. Vsak pozitivni delitelj n je tako produkt prafaktorjev n v določeni potenci. To je posledica osnovnega izreka aritmetike.
Nekaj posebnih primerov: 1 in -1 sta delitelja vsakega celega števila in vsako celo število je delitelj števila 0. Števila deljiva z 2 imenujemo soda, vsa druga pa liha.

## Pravila za majhne delitelje
Pri iskanju majhnih deliteljev števila nam pomagajo naslednja pravila, ki izhajajo iz desetiških števk števila:
- število je deljivo z 2, če je zadnja števka deljiva z 2
- število je deljivo s 3, če je vsota njegovih števk deljiva s 3
- število je deljivo s 4, če je število iz zadnjih dveh števk deljivo s 4
- število je deljivo s 5, če je zadnja števka 0 ali 5
- število je deljivo s 6, če je deljivo z 2 in s 3
- število je deljivo z 8, če je število iz zadnjih treh števk deljivo z 8
- število je deljivo z 9, če je vsota njegovih števk deljiva z 9
- število je deljivo z 10, če je zadnja števka 0
- število je deljivo z 11, če je izmenična vsota njegovih števk deljiva z 11 (na primer 5121732 je deljivo z 11, ker 5-1+2-1+7-3+2=11)

## Druge značilnosti in dejstva
Skupno število pozitivnih deliteljev celega števila n je aritmetična multiplikativna funkcija število pozitivnih deliteljev d(n) (oznaki tudi τ(n) ali {\displaystyle \sigma _{0}(n)}) - (na primer d(693) = d(32) d(7) d(11) = 3 · 2 · 2 = 12 = 22 · 3). 
Pozitivni delitelj celega števila n, ki se razlikuje od n se imenuje pravi delitelj (ali tudi alikvotni del).
Celo število n > 1, katerega pravi delitelj je samo 1, je praštevilo. Praštevilo ima hkrati natančno en prafaktor. Govorimo tudi o največjem pravem delitelju celega števila n. Največji pravi delitelji za prva cela števila n = 1, 2, 3, ... so:
1, 1, 1, 2, 1, 3, 1, 4, 3, 5, 1, 6, 1, 7, 5, 8, 1, 9, 1, 10, ...
Vsota pozitivnih deliteljev celega števila n je aritmetična multiplikativna funkcija σ(n), (na primer σ(693) = σ(32) σ(7) σ(11) = 13 · 8 · 12 = 1248 = 25 · 3 · 13).
Relacija deljivosti | pretvori množico nenegativnih celih števil N v delno urejeno množico, natančneje, v popolnoma distributivno mrežo. Največji element te mreže je 0, najmanjši pa 1.